# Stinson Beach
Stinson Beach is een kleine plaats (census-designated place) in de Amerikaanse staat Californië. Het ligt in West Marin, de landelijke en dunbevolkte westelijke helft van Marin County, ten noorden van San Francisco. Er wonen 632 mensen in het dorp, dat geen eigen gemeentebestuur heeft.

## Geografie
Stinson Beach ligt langs de westkust van de Verenigde Staten. Het ligt zo'n 4 kilometer ten oostzuidoosten van Bolinas en wordt ervan gescheiden door de Bolinas Lagoon. Het dorp ligt langs de State Route 1, die Stinson Beach verbindt met plaatsen als Olema en Point Reyes Station in het noorden, Muir Beach in het zuiden, en Tamalpais-Homestead Valley in het oosten. Stinson Beach ligt dicht bij belangrijke trekpleisters zoals Muir Woods National Monument en Mount Tamalpais, alsook de Golden Gate National Recreation Area en de Point Reyes National Seashore. Stinson Beach, met een mooi zandstrand, is zelf een populaire bestemming voor dagjestoeristen uit San Francisco en de Bay Area. Er is een dagelijkse busdienst tussen Stinson Beach en Marin City.
Op de landtong tussen Bolinas Lagoon en de baai, ten noordwesten van het dorpscentrum, ligt Seadrift, een gated community. Seadrift hoort bij de CDP Stinson Beach. Volgens het United States Census Bureau beslaat Stinson Beach in totaal een oppervlakte van 3,73 km².

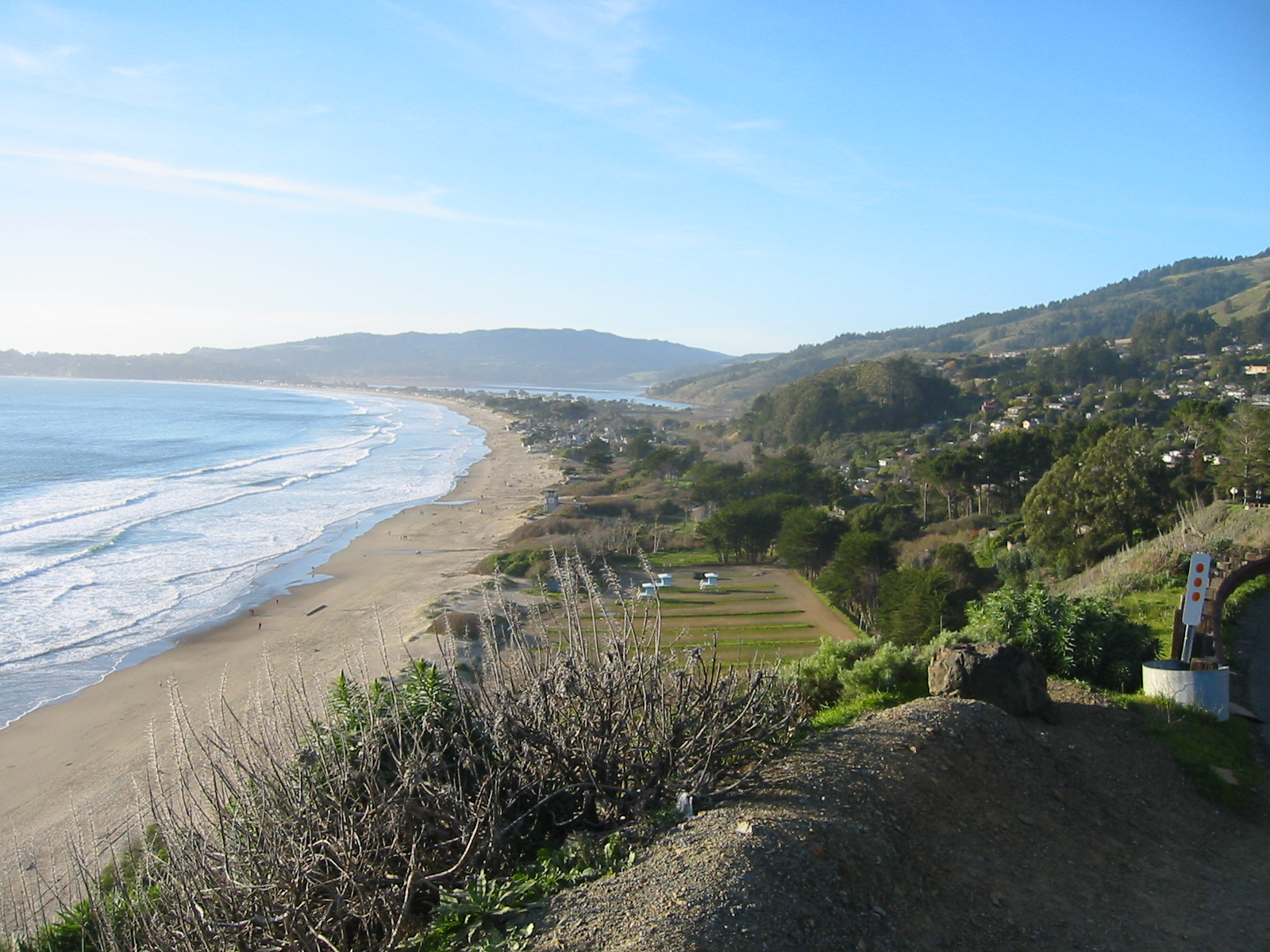
Stinson Beach gezien vanuit het zuiden
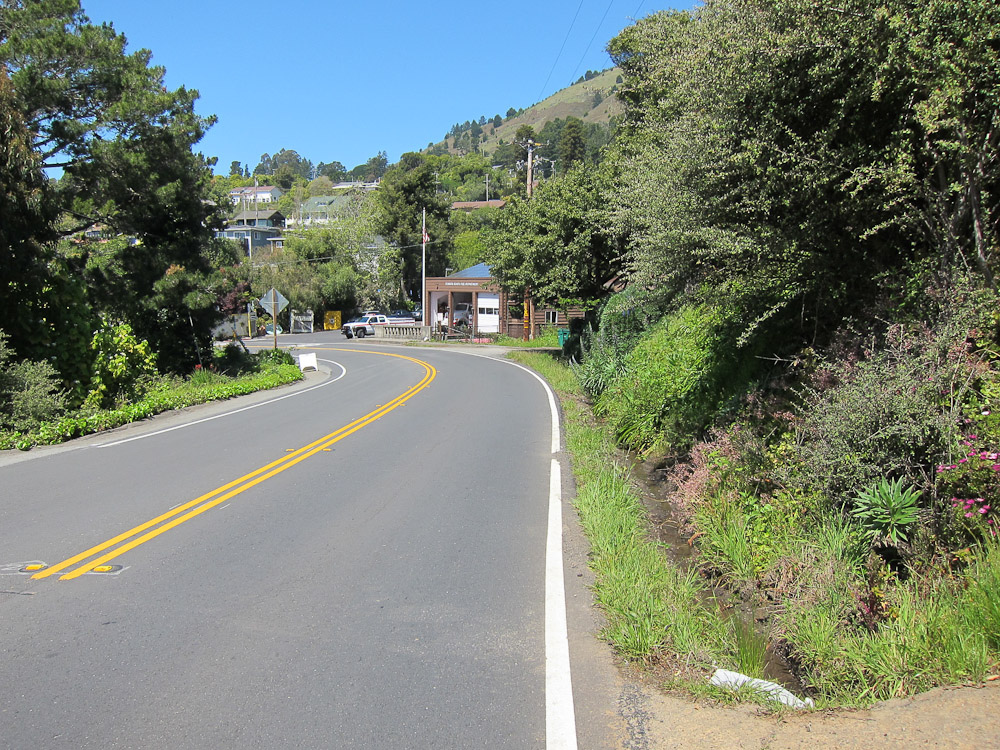
Highway 1 bij het binnenkomen van het dorp vanuit het zuiden
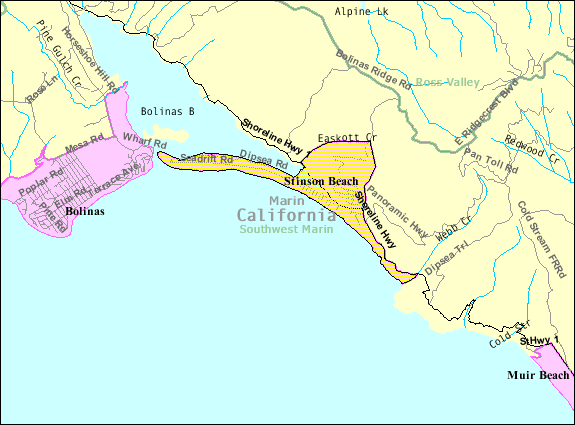
Kaartje van Stinson Beach als census-designated place

## Demografie
Bij de volkstelling in 2010 werd het aantal inwoners vastgesteld op 632. De bevolkingsdichtheid bedraagt 167 inwoners/km². De etnische samenstelling van de bevolking is als volgt: 92,1% blank, 2,2% Aziatisch, 1,3% Native American, 0,5% Afro-Amerikaans en 0,2% afkomstig van de eilanden in de Stille Oceaan. Daarnaast geeft 1,4% aan van een ander ras te zijn en 2,4% van twee of meer rassen. In totaal identificeert 5,2% van de bevolking zich als Hispanic of Latino.

## Bekende inwoners
- Elmer Collett, Americanfootballspeler
- Joe Eszterhas, schrijver en scenarist
- Landis Everson, dichter
- Jerry Garcia, muzikant
- Keith Godchaux, muzikant
- James Grant, kunstenaar
- John Korty, filmmaker
- Steve Miller, muzikant
- Peter Rowan, muzikant